# Test Drive: Eve of Destruction
Test Drive: Eve of Destruction (Driven to Destruction en Europa) es un videojuego de carreras desarrollado por Monster Games y publicado por Atari para Xbox y PlayStation 2.

## Jugabilidad
Test Drive: Eve of Destruction es un juego de carreras basado en el circuito de derby de demolición de los Estados Unidos. El jugador compite en múltiples eventos de carreras basados en espectáculos estándar de derby de demolición estadounidenses, como carreras y derbis de demolición estándar. El juego presenta un modo de "Acción", donde los jugadores pueden elegir qué automóvil usar y en qué tipo de carrera quieren participar, así como un modo de "Carrera".
La mayoría de las carreras estándar involucran algún tipo de truco, como una carrera de salto (donde las rampas son parte de una pista de circuito normal), una carrera de salto en forma de 8 (donde los corredores conducen en una pista en forma de 8 con saltos en la intersección entre los bucles ), una carrera suicida (donde la mitad de los participantes de la carrera conducen en una dirección diferente a la otra mitad, lo que provoca colisiones frontales en puntos de la carrera), entre otros. También se incluyen variaciones de derby de demolición y modos de carrera, como carreras de autobús escolar, carreras de remolques, donde todos los conductores tienen un remolque adjunto a sus autos, Push Off, un derby de demolición donde los autos son eliminados cuando son totalizados o cuando son empujados fuera de la plataforma, y "Wrangling", un evento en el que el jugador tiene que destruir un automóvil rápido pero débil lo más rápido posible. El modo de acción tiene soporte para un jugador y multijugador, así como "DARE", un modo de desafío.
En el modo Carrera, el jugador comienza como un nuevo corredor en el circuito del derby de demolición y debe ascender en la clasificación compitiendo en Eves, eventos con carreras programadas en una de las sedes del juego. A medida que el jugador avanza en el modo Carrera, puede comprar autos nuevos y vender los viejos en un depósito de chatarra; esto es necesario ya que los autos que se destruyen con frecuencia durante las carreras tienen penalizaciones permanentes en su salud y estadísticas máximas, lo que los hace más difíciles y menos prácticos de conducir. A medida que el jugador avanza en la Carrera, se abren nuevos lugares y eventos, que presentan más carreras y pilotos más duros; la posición final del jugador en un Eve afecta la cantidad de premios en dinero que recibe y su clasificación en la tabla de clasificación del circuito.

## Recepción
Test Drive: Eve of Destruction recibió críticas "promedio" en ambas plataformas de acuerdo con el sitio web Metacritic.